# Barbacenia contasana
Barbacenia contasana är en enhjärtbladig växtart som beskrevs av Lyman Bradford Smith och Edward Solomon Ayensu. Barbacenia contasana ingår i släktet Barbacenia och familjen Velloziaceae. Inga underarter finns listade.